# 2385 Mustel
2385 Mustel è un asteroide della fascia principale. Scoperto nel 1969, presenta un'orbita caratterizzata da un semiasse maggiore pari a 2,2426852 UA e da un'eccentricità di 0,1606557, inclinata di 4,07582° rispetto all'eclittica.